# Stazione di Pettoranello
Stazione di Pettoranello vasútállomás Olaszországban, Molise régióban, Pettoranello del Molise településen.

## Vasútvonalak
Az állomást az alábbi vasútvonalak érintik:
- Termoli–Venafro-vasútvonal

## Kapcsolódó állomások
A vasútállomáshoz az alábbi állomások vannak a legközelebb: 
- Stazione di Carpinone
- Stazione di Pesche